# 2012年新地風暴
2012年新地風暴，是指香港其中一家最大的地產發展公司新鴻基地產涉嫌觸犯《防止賄賂條例》的事件。2012年3月29日，廉政公署拘捕新鴻基地產（簡稱新地）董事局聯席主席郭炳江、郭炳聯、執行董事陳鉅源和前政務司司長許仕仁，以及另外4人。

## 起因
新鴻基地產於2007年4月透過附屬公司統達有限公司以4.05億港元向3家公司購入大圍香粉寮地皮，該幅地皮獲城市規劃委員會許可興建816個單位，合共52.1萬平方呎樓面。廉政公署懷疑上述土地交易中，新鴻基地產支付的地價比較土地真實成本高1億5千萬港元，陳鉅源涉將之轉移予中間人，作為向許仕仁利益輸送的工具，故此循此方向深入調查。

## 經過
2012年3月29日，廉政公署邀請新鴻基地產董事局聯席主席郭炳江、郭炳聯，與及前政務司司長許仕仁到廉署總部協助調查一宗貪污案。同日傍晚，廉政公署宣佈拘捕上述3人，3人於同晚被釋放。同年7月13日，廉政公署落案起訴郭氏兄弟、許仕仁、陳鉅源及前香港交易所高級副總裁關雄生，即日在東區裁判法院提堂。許仕仁被指控任職政務司司長其間提供虛假資料收受利益，收取郭炳江透過財務公司所發出的現金支票，並且透過新鴻基地產收受款項。同年10月12日，案件再提堂，檢控方面提出需時前往海外蒐證，裁判官將案件押後至2013年1月25日再提堂，5名疑犯獲准繼續保釋。
2014年5月起，本案於香港高等法院原訟法庭審訊（案件編號：HCCC98/2013），由麥機智法官主審。

## 结果
2014年12月19日，本案陪審團作出裁決，除新地聯席主席郭炳聯外，其餘被告罪名成立，即時還柙。12月23日，法院判處郭炳江監禁5年並罰款50萬港元及下令禁止他出任任何公司董事5年、關雄生監禁5年惟無需罰款、陳鉅源監禁6年並罰款50萬港元、許仕仁監禁7年半並需交還1,118.2萬港元賄款。
四人其後向香港高等法院上訴庭提岀司法覆核，但於2016年2月16日被上訴庭駁回上訴。
四人再向上訴庭申請向香港終審法院提岀上訴，獲上訴庭因四人的公職人員行為失當罪涉及重大法律爭拗而就上述控罪批准上訴許可。四人同時就其餘不獲上訴庭批准上訴的控罪向終審法院提岀上訴許可申請。終審法院於2016年7月12日開庭處理四人的上訴許可申請（案件編號：FAMC8/2016，FAMC9/2016，FAMC10/2016，FAMC11/2016），其後就公職人員行為失當罪發岀終審上訴許可，案件將於2017年5月9日開庭審訊。同時終審法院同意郭炳江以1000萬港元保釋等候終審上訴。
然而，香港終審法院首席法官馬道立、終審法院常任法官霍兆剛、終審法院非常任法官陳兆愷、司徒敬及紀立信，於2017年6月14日一致裁定駁回四人之上訴，郭炳江須即時回監獄繼續服刑。

### 影響
新鴻基地產上市股價波動，所有與新地相關之普通股均下跌，數碼通及新意網（8008）於2012年3月29日下午兩時四十五分率先停牌。
新鴻基地產（00016.HK）於2012年3月30日股價暴跌13%，市值一日蒸發382億港元。

## 影視作品

### 無綫電視
廉政行動2019單元四及五 - 黃金枷鎖改編自本案, 由鄭則士飾演影射許仕仁之靳東堯， 于洋影射郭炳江之王朗。

## 外部連結
- 《公告》 (新鴻基地產，2012年3月29日)
- 《廉署聲明（页面存档备份，存于）》(香港廉政公署新聞公佈，2012年3月29日)

1. ↑  .   [2012-03-29]. （原始内容存档于2012-07-13）.
2. ↑  .   [2012-07-10]. （原始内容存档于2012-07-10）.
3. ↑  廉署拘捕郭氏兄弟及許仕仁涉嫌貪污行為失當 （页面存档备份，存于），香港電台，2012年3月29日
4. ↑  新地案廉署控五人 （页面存档备份，存于） 《東方日報》 2012年7月14日
5. ↑  《香港終審法院新聞摘要 （页面存档备份，存于）》
6. ↑  钱杰. . 新浪香港新聞 (中国证券报·中证网). 2012年3月31日  [2012年3月31日]. （原始内容存档于2012年3月31日）.